# Fusarium pseudograminearum
Fusarium pseudograminearum är en svampart som beskrevs av O'Donnell & T. Aoki 1999. Fusarium pseudograminearum ingår i släktet Fusarium och familjen Nectriaceae.   Inga underarter finns listade i Catalogue of Life.